# Angerville (Essonne)
Pour les articles homonymes, voir Angerville.
Angerville (prononcé [ɑ̃ʒɛʁvil] ) est une commune française située à soixante-six kilomètres au sud-ouest de Paris dans le département de l'Essonne en région Île-de-France. C'est la commune de l'Essonne la plus éloignée de Paris.

## Géographie

### Situation

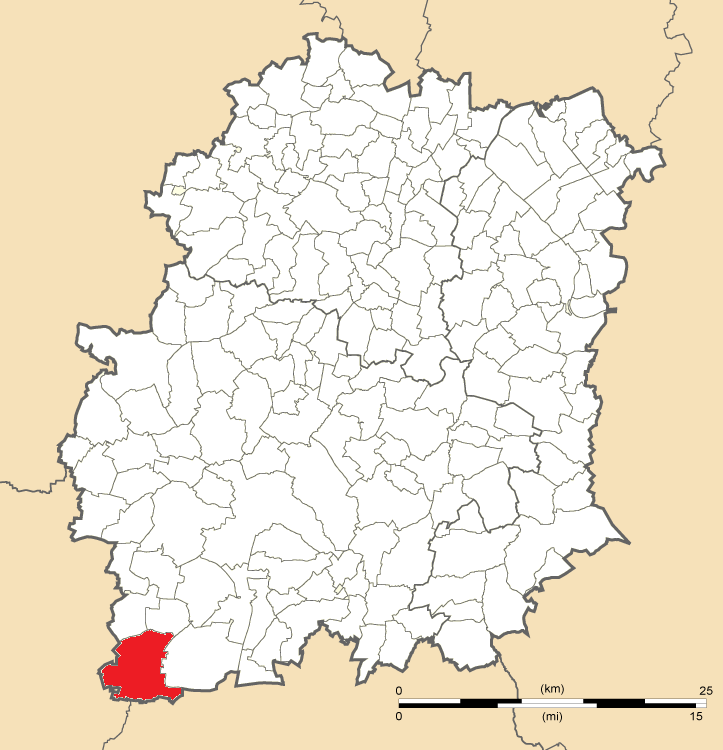
Position d’Angerville en Essonne.

Angerville est située, à vol d'oiseau (distance orthodromique) à 66 kilomètres au sud-ouest de Paris-Notre-Dame, point zéro des routes de France, 18 kilomètres au sud-ouest d'Étampes, 24 kilomètres au sud de Dourdan, 33 kilomètres au sud-ouest de La Ferté-Alais, 36 kilomètres au sud-ouest de Milly-la-Forêt, 36 kilomètres au sud-ouest d'Arpajon, 42 kilomètres au sud-ouest de Montlhéry, 48 kilomètres au sud-ouest de Palaiseau, 49 kilomètres au sud-ouest d'Évry, 49 kilomètres au sud-ouest de Corbeil-Essonnes, à 212 kilomètres au nord-est de la ville d'Angers et à 181 kilomètres au sud-est de son homonyme Angerville dans le Calvados.

### Relief et géologie
Le point le plus bas la commune est situé à cent treize mètres d'altitude et le point culminant à cent quarante-six mètres.

### Communes limitrophes
| Pussay                                   | Monnerville         | Le Mérévillois            |
| Gommerville et Intréville (Eure-et-Loir) | Angerville          | Le Mérévillois            |
| Rouvray-Saint-Denis (Eure-et-Loir)       | Andonville (Loiret) | Autruy-sur-Juine (Loiret) |

### Climat
Pour des articles plus généraux, voir Climat de l'Île-de-France et Climat de l'Essonne.
En 2010, le climat de la commune est de type climat océanique dégradé des plaines du Centre et du Nord, selon une étude du CNRS s'appuyant sur une série de données couvrant la période 1971-2000. En 2020, Météo-France publie une typologie des climats de la France métropolitaine dans laquelle la commune est exposée à un climat océanique altéré et est dans la région climatique Sud-ouest du bassin Parisien, caractérisée par une faible pluviométrie, notamment au printemps (120 à 150 mm) et un hiver froid (3,5 °C).
Pour la période 1971-2000, la température annuelle moyenne est de 10,7 °C, avec une amplitude thermique annuelle de 15,2 °C. Le cumul annuel moyen de précipitations est de 636 mm, avec 10,6 jours de précipitations en janvier et 7,5 jours en juillet. Pour la période 1991-2020, la température moyenne annuelle observée sur la station météorologique la plus proche, située sur la commune de Sainville à 15 km à vol d'oiseau, est de 11,3 °C et le cumul annuel moyen de précipitations est de 655,5 mm,. Pour l'avenir, les paramètres climatiques de la commune estimés pour 2050 selon différents scénarios d'émission de gaz à effet de serre sont consultables sur un site dédié publié par Météo-France en novembre 2022.

### Voies de communication et transports

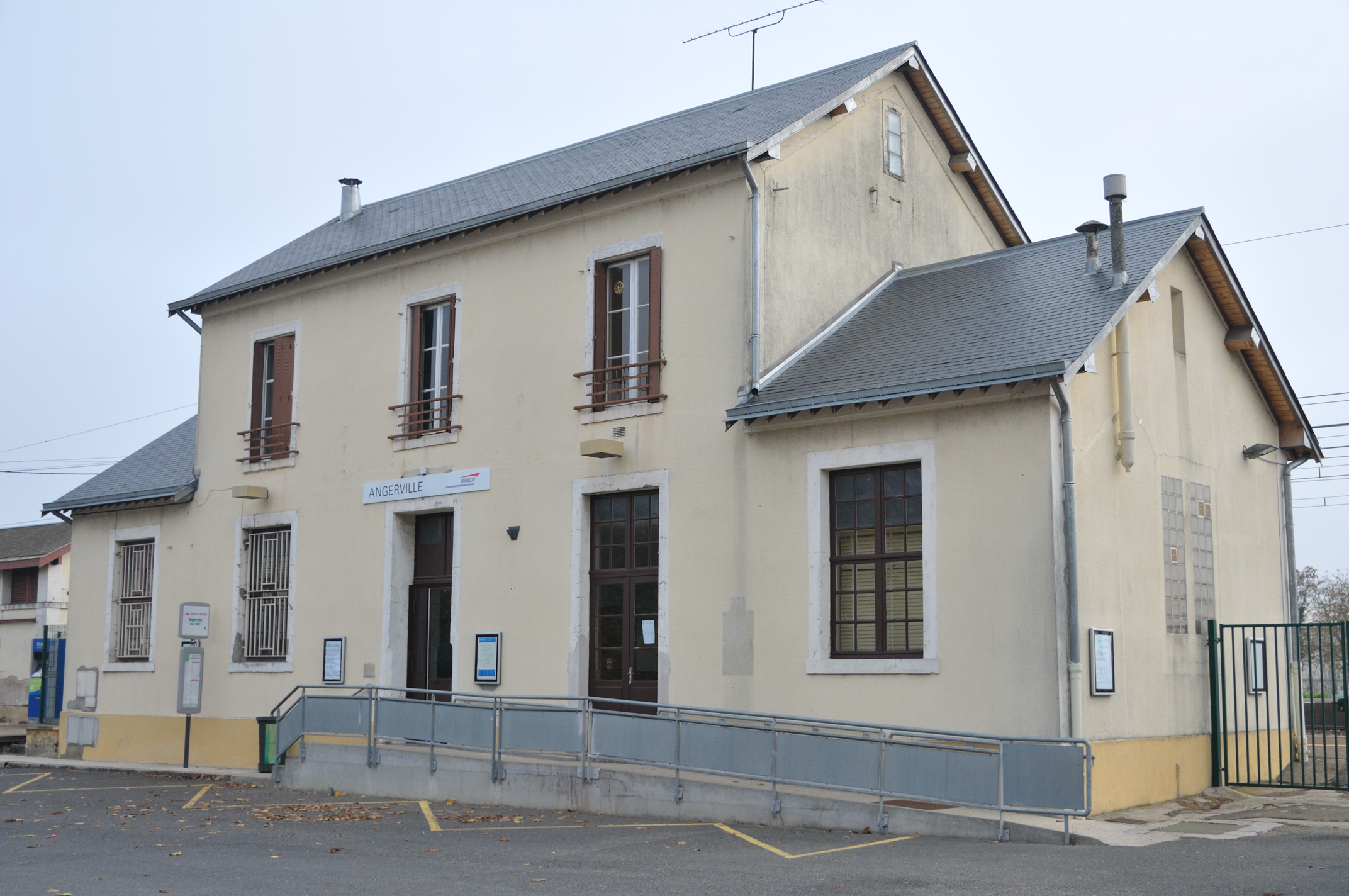
La gare d'Angerville.

La commune dispose sur son territoire de la gare d'Angerville sur la ligne Paris-Austerlitz - Bordeaux-Saint-Jean, desservie par le TER Centre-Val de Loire.
La commune est desservie par :
- la N 20 venant d'Orléans en direction d'Étampes, puis de Paris ;
- les trains en direction d'Étampes, venant d'Orléans en direction d'Étampes, puis de Paris ;

La commune est desservie par la ligne de bus 306.12 du réseau de bus Essonne Sud Ouest qui permet aux élèves de se rendre aux établissements scolaires de Dourdan au lieu-dit du Champ de Course. La ligne 4413 du même réseau relie la commune à Arpajon en desservant Étampes. Cette ligne offre une alternative au train entre Angerville et Étampes. La ligne 16 du réseau Rémi offre une liaison entre la gare d'Angerville et le centre-ville de Chartres à raison d'un aller-retour par jour.

### Lieux-dits, écarts et quartiers
Au nord de la ville, se situent deux quartiers de logements sociaux avec maisons et HLM, les Hurepoix et les Tramways. Au sud, se trouve le Brigeolet, quartier résidentiel. À l'est, un tout nouveau quartier résidentiel avec logements sociaux ; le quartier de l'Europe.

## Urbanisme

### Typologie
Au 1er janvier 2024, Angerville est catégorisée bourg rural, selon la nouvelle grille communale de densité à sept niveaux définie par l'Insee en 2022.
Elle appartient à l'unité urbaine d'Angerville, une unité urbaine monocommunale constituant une ville isolée,. Par ailleurs la commune fait partie de l'aire d'attraction de Paris, dont elle est une commune de la couronne,. Cette aire regroupe 1 929 communes,.

## Toponymie
Le nom de la localité est attesté sous les formes latinisées Ansgerii villa en 1079, Anschervilla en 1123, Angere Regis, Angervilla-Gasta, Angerville la Gaste, puis Angerville-la-Gate.
Il s'agit d'une formation toponymique en -ville au sens ancien de « domaine rural » (terme issu du gallo-roman VILLA « grand domaine rural »).
Le premier élément, comme c'est généralement le cas, s'explique par un anthroponyme d'origine germanique. Dans le cas présent, il s'agit d’Ansgar, nom de personne fréquemment attesté et qui se perpétue dans le patronyme Anger, assez fréquent, typique du Nord-Ouest de la France. On le retrouve dans Angervilliers, autre commune de l'Essonne (cf. Saint Anschaire).
Dans certaines formes anciennes, on note le déterminant complémentaire et transitoire de -gâte : Angerville-la-Gate, du vieux français gaste, déverbal de gaster > gâter, mot à mot « terre gâtée » c'est-à-dire « terre inculte » que l'on retrouve dans Saint-Aubin-de-Terregatte (Manche, Terra Wasta 1144, Terra Guasta 1154) et Saint-Denis-le-Gast (Manche).
La commune fut créée en 1793 avec son nom actuel.

## Histoire
L'histoire d'Angerville commence avec Suger, prévôt de Toury et abbé de Saint-Denis, qui fonde les Villae novae, asiles ouverts aux fugitifs. Il est encouragé par Louis VI qui déclare libres, ceux qui s'y installent. Enfermé dans ses murailles dès Henri II de France, le passage sur la route royale entre Paris et Orléans, devient vite prospère (40 auberges, relais de poste et hôtels). Aujourd'hui, toujours bourg prospère sur la route nationale 20 et la gare sur le chemin de fer de Paris à Orléans.
L'ancienne commune de Dommerville, autrefois située dans le département d'Eure-et-Loir, fut réunie à celle d'Angerville en 1974, à l'exclusion du hameau de Jodainville qui fut rattaché à la commune de Gommerville.

## Politique et administration

### Rattachements administratifs et électoraux
Angerville fait partie de l'arrondissement d’Étampes et de la deuxième circonscription de l'Essonne.
La commune d'Angerville était rattachée depuis 1801 au canton de Méréville. Dans le cadre du redécoupage cantonal de 2014 en France, la commune fait désormais partie du canton d'Étampes.

### Intercommunalité
La commune a adhéré le 1er janvier 2013 à la communauté de communes de l’Étampois Sud-Essonne. Celle-ci se transforme en communauté d'agglomération le 1er janvier 2016 et devient la communauté d'agglomération de l'Étampois Sud-Essonne (CAESE).

### Tendances et résultats politiques
Élections présidentielles, résultats des deuxièmes tours
- Élection présidentielle de 2002 : 72,73 % pour Jacques Chirac (RPR), 27,27 % pour Jean-Marie Le Pen (FN), 78,18 % de participation[35].
- Élection présidentielle de 2007 : 58,22 % pour Nicolas Sarkozy (UMP), 41,78 % pour Ségolène Royal (PS), 87,35 % de participation[36].
- Élection présidentielle de 2012 : 54,75 % pour Nicolas Sarkozy (UMP), 45,25 % pour François Hollande (PS), 81,88 % de participation[37].
- Élection présidentielle de 2017 : 50,91 % pour Emmanuel Macron (LREM), 49,09 % pour Marine Le Pen (FN), 75,14 % de participation.
- Élection présidentielle de 2022 : 55,11 % pour Marine Le Pen (RN), 44,89 % pour Emmanuel Macron (LREM), 64,56 % de participation.

Élections législatives, résultats des deuxièmes tours
- Élections législatives de 2002 : 67,16 % pour Franck Marlin (UMP), 32,84 % pour Gérard Lefranc (PCF), 55,91 % de participation[38].
- Élections législatives de 2007 : 60,43 % pour Franck Marlin (UMP), 14,14 % pour Marie-Agnès Labarre (PS), 64,49 % de participation[39].
- Élections législatives de 2012 : 66,51 % pour Franck Marlin (UMP), 33,49 % pour Béatrice Pèrié (PS), 54,73 % de participation[40].
- Élections législatives de 2017 : 74,44 % pour Franck Marlin (LR), 25,56 % pour Daphné Ract-Madoux (MoDem), 44,25 % de participation.

Élections européennes, résultats des deux meilleurs scores
- Élections européennes de 2004 : 19,03 % pour Harlem Désir (PS), 18,24 % pour Marine Le Pen (FN), 38,19 % de participation[41].
- Élections européennes de 2009 : 31,61 % pour Michel Barnier (UMP), 11,55 % pour Harlem Désir (PS), 36,53 % de participation[42].
- Élections européennes de 2014 : 42,74 % pour Aymeric Chauprade (FN), 16,53 % pour Alain Lamassoure (UMP), 39,00 % de participation.
- Élections européennes de 2019 : 35,46 % pour Jordan Bardella (RN), 14,54 % pour Nathalie Loiseau (LREM), 45,14 % de participation.

Élections régionales, résultats des deux meilleurs scores
- Élections régionales de 2004 : 40,05 % pour Jean-Paul Huchon (PS), 37,86 % pour Jean-François Copé (UMP), 65,99 % de participation[43].
- Élections régionales de 2010 : 50,11 % pour Valérie Pécresse (UMP), 49,89 % pour Jean-Paul Huchon (PS), 45,55 % de participation[44].
- Élections régionales de 2015 : 38,96 % pour Valérie Pécresse (LR), 34,37 % pour Wallerand de Saint-Just (FN), 54,72 % de participation.

Élections cantonales et départementales, résultats des deuxièmes tours
- Élections cantonales de 2004 : 53,13 % pour Franck Marlin (UMP), 46,87 % pour Patrice Chauveau (PCF), 65,75 % de participation[45].
- Élections cantonales de 2011 : 65,05 % pour Guy Crosnier (UMP), 34,95 % pour Jacques Met (FN), 46,45 % de participation[46].
- Élections départementales de 2015 : 58,90 % pour Marie-Claire Chambaret (DVD) et Guy Crosnier (UMP), 41,10 % pour Valentin Millard et Maryvonne Roulet (FN), 49,43 % de participation.

Élections municipales, résultats des deuxièmes tours
- Élections municipales de 2001 : données manquantes.
- Élections municipales de 2008 : 661 voix pour Frédéricque Sabourin-Michel (?), 637 voix pour Dominique Vaury (?), 66,06 % de participation[47].
- Élections municipales de 2014 : 53,88 % pour Johann Mittelhausser (SE), 46,11 % pour Bruno Coutte (DVD), 67,86 % de participation.
- Élections municipales de 2020 : 82,04 % pour Johann Mittelhausser (SE) élu au premier tour, 17,96 % pour Paul Agbekodo (SE), 44,89 % de participation.

Référendums :
- Référendum de 2000 relatif au quinquennat présidentiel : 69,37 % pour le Oui, 30,63 % pour le Non, 28,42 % de participation[48].
- Référendum de 2005 relatif au traité établissant une Constitution pour l'Europe : 62,05 % pour le Non, 37,95 % pour le Oui, 69,05 % de participation[49].

### Liste des maires
| Période                                  | Période                   | Identité             | Étiquette | Qualité |
| ---------------------------------------- | ------------------------- | -------------------- | --------- | --- |
| Les données manquantes sont à compléter. |                           |                      |           | |
| 1925                                     |                           | M. Brege             |           | |
| Les données manquantes sont à compléter. |                           |                      |           | |
| mars 1959                                | mars 1965                 | Maurice Imbault      |           | Traiteur |
| mars 1965                                | juin 1993                 | Gabriel Thirouin     |           | Agriculteur Démissionnaire |
| juin 1993                                | mars 2014                 | Lucien Chaumette     | DVD       | Retraité, maire honoraire Premier adjoint au maire (1977 → 1993)                                                                                    |
| mars 2014                                | En cours (au 25 mai 2020) | Johann Mittelhausser | SE-DVD    | Chef-adjoint de cabinet dans un ministère de Bercy Vice-président (2014 → 2018) puis président (2018 → ) de la CAESE Réélu pour le mandat 2020-2026 |

### Jumelages
Angerville n'a développé aucune association de jumelage.

## Population et société

### Démographie
Les habitants sont nommés les Angervillois.

#### Évolution démographique
L'évolution du nombre d'habitants est connue à travers les recensements de la population effectués dans la commune depuis 1793. Pour les communes de moins de 10 000 habitants, une enquête de recensement portant sur toute la population est réalisée tous les cinq ans, les populations de référence des années intermédiaires étant quant à elles estimées par interpolation ou extrapolation. Pour la commune, le premier recensement exhaustif entrant dans le cadre du nouveau dispositif a été réalisé en 2006.

En 2022, la commune comptait 4 416 habitants, en évolution de +5,09 % par rapport à 2016 (Essonne : +2,89 %, France hors Mayotte : +2,11 %).
| 1793  | 1800  | 1806  | 1821  | 1831  | 1836  | 1841  | 1846  | 1851  |
| ----- | ----- | ----- | ----- | ----- | ----- | ----- | ----- | ----- |
| 1 527 | 1 395 | 1 590 | 1 478 | 1 528 | 1 526 | 1 534 | 1 544 | 1 527 |

| 1856  | 1861  | 1866  | 1872  | 1876  | 1881  | 1886  | 1891  | 1896  |
| ----- | ----- | ----- | ----- | ----- | ----- | ----- | ----- | ----- |
| 1 572 | 1 545 | 1 580 | 1 555 | 1 503 | 1 534 | 1 559 | 1 588 | 1 587 |

| 1901  | 1906  | 1911  | 1921  | 1926  | 1931  | 1936  | 1946  | 1954  |
| ----- | ----- | ----- | ----- | ----- | ----- | ----- | ----- | ----- |
| 1 628 | 1 644 | 1 677 | 1 565 | 1 704 | 1 724 | 1 623 | 1 654 | 1 665 |

| 1962  | 1968  | 1975  | 1982  | 1990  | 1999  | 2006  | 2011  | 2016  |
| ----- | ----- | ----- | ----- | ----- | ----- | ----- | ----- | ----- |
| 1 781 | 1 926 | 2 597 | 2 622 | 3 012 | 3 265 | 3 384 | 3 934 | 4 202 |

| 2021  | 2022  | - | - | - | - | - | - | - |
| ----- | ----- | - | - | - | - | - | - | - |
| 4 395 | 4 416 | - | - | - | - | - | - | - |

#### Pyramide des âges
En 2018, le taux de personnes d'un âge inférieur à 30 ans s'élève à 39,5 %, soit en dessous de la moyenne départementale (39,9 %). De même, le taux de personnes d'âge supérieur à 60 ans est de 19,7 % la même année, alors qu'il est de 20,1 % au niveau départemental.
En 2018, la commune comptait 2 112 hommes pour 2 198 femmes, soit un taux de 51,00 % de femmes, légèrement inférieur au taux départemental (51,02 %).
Les pyramides des âges de la commune et du département s'établissent comme suit.
| Hommes | Classe d’âge | Femmes |
| ------ | ------------ | ------ |
| 0,2    | 90 ou +      | 0,7    |
| 5,6    | 75-89 ans    | 6,5    |
| 12,9   | 60-74 ans    | 13,5   |
| 21,0   | 45-59 ans    | 20,1   |
| 19,6   | 30-44 ans    | 20,7   |
| 16,6   | 15-29 ans    | 15,4   |
| 24,1   | 0-14 ans     | 22,9   |

| Hommes | Classe d’âge | Femmes |
| ------ | ------------ | ------ |
| 0,5    | 90 ou +      | 1,4    |
| 5,4    | 75-89 ans    | 7,2    |
| 12,9   | 60-74 ans    | 13,9   |
| 20     | 45-59 ans    | 19,4   |
| 19,9   | 30-44 ans    | 20,1   |
| 20     | 15-29 ans    | 18,2   |
| 21,3   | 0-14 ans     | 19,8   |

### Enseignement
Les établissements scolaires d'Angerville dépendent de l'académie de Versailles. La commune dispose sur son territoire de l'école primaire Le petit Nice.

### Santé
La commune dispose sur son territoire de la maison de retraite Sainte-Cécile.

### Services publics
La commune d'Angerville dispose sur son territoire d'une agence postale, d'une brigade de gendarmerie nationale et d'un centre de secours de sapeurs-pompiers volontaires.

### Sports
Le circuit international de karting d'Angerville, créé en 1970, est constiué d'une piste loisir de 1 050 m × 7 m et d'une piste compétition de 1 255 m × 8 m. Le circuit a accueilli les épreuves du Championnat du monde 2006 et 2012. Depuis 2020, pour rendre hommage au pilote automobile Anthoine Hubert, le circuit est baptisé « Circuit International Anthoine Hubert ».
Située à la limite des départements d'Eure-et-Loir et du Loiret, le club de football municipal est affilié à la fédération de la région Centre-Val de Loire.

### Lieux de culte
La paroisse catholique d'Angerville est rattachée au secteur pastoral de Saint-Michel-de-Beauce-Étampes et au diocèse d'Évry-Corbeil-Essonnes. Elle dispose sur son territoire de l'Église Saint-Pierre-et-Saint-Eutrope, de l'église Saint-Germain de Dommerville et de la chapelle Saint-Roch à Villeneuve.

### Médias
L'hebdomadaire Le Républicain relate les informations locales. La commune est en outre dans le bassin d'émission des chaînes de télévision France 3 Paris Île-de-France Centre, IDF1 et Téléssonne intégré à Télif.

## Économie

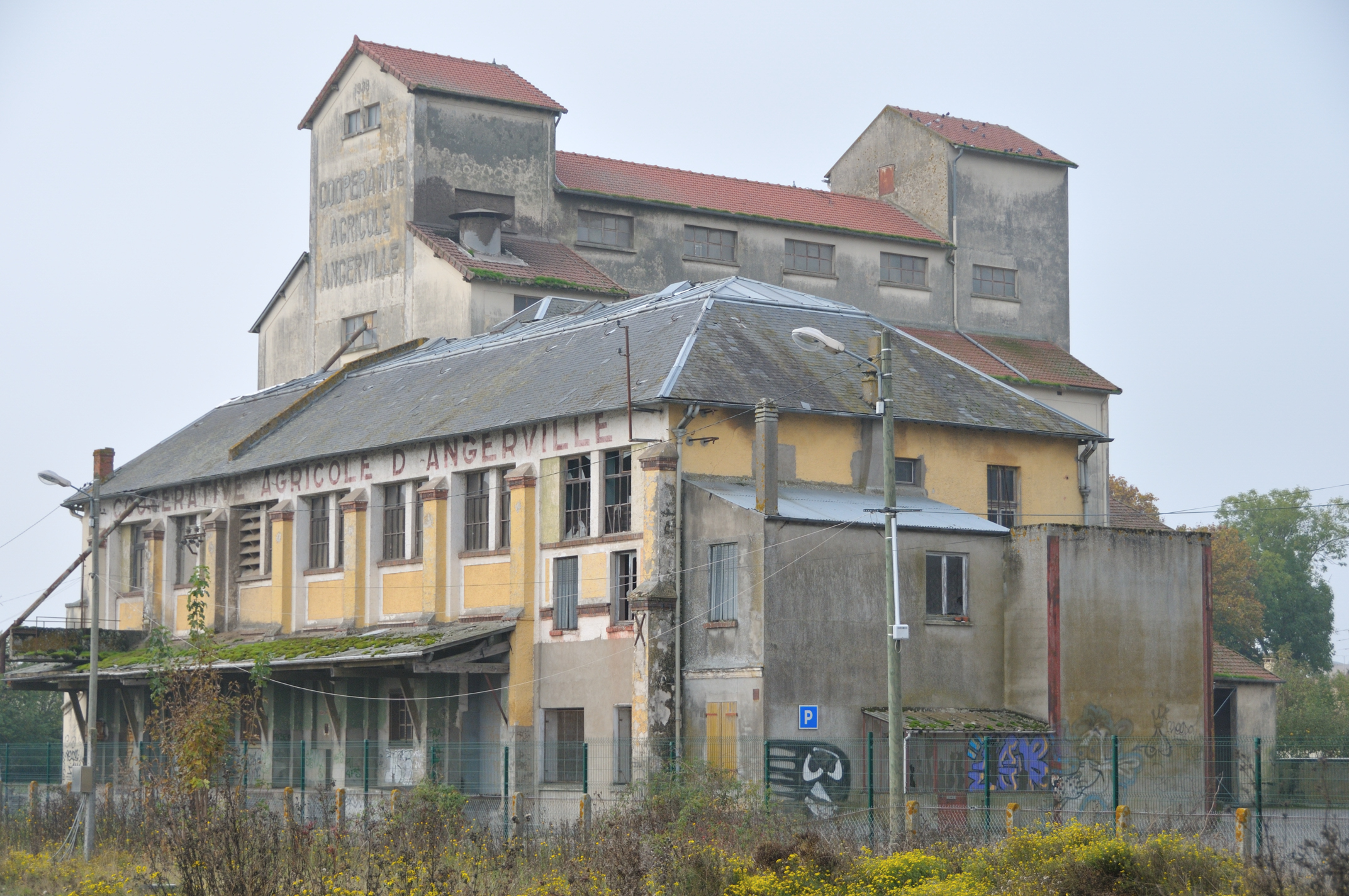
Un des bâtiments de la coopérative agricole d'Angerville.

Un marché est organisé les mardis matin et depuis septembre 2015, le vendredi.

### Emplois, revenus et niveau de vie
En 2010, le revenu fiscal médian par ménage était de 32 184 €, ce qui plaçait Angerville au 10 432e rang parmi les 31 525 communes de plus de 39 ménages en métropole.
| Répartition des emplois par catégories socioprofessionnelles en 2006. |              |                                           |                                                   |                            |                          |                           |
|                                                                       | Agriculteurs | Artisans, commerçants, chefs d’entreprise | Cadres et professions intellectuelles supérieures | Professions intermédiaires | Employés                 | Ouvriers                  |
| Angerville                                                            | 2,2 %        | 9,5 %                                     | 9,1 %                                             | 15,8 %                     | 28,4 %                   | 35,0 %                    |
| Zone d’emploi d’Étampes                                               | 1,8 %        | 6,2 %                                     | 15,1 %                                            | 24,9 %                     | 27,2 %                   | 24,8 %                    |
| Moyenne nationale                                                     | 2,2 %        | 6,0 %                                     | 15,4 %                                            | 24,6 %                     | 28,7 %                   | 23,2 %                    |
| Répartition des emplois par secteurs d’activités en 2006.             |              |                                           |                                                   |                            |                          |                           |
|                                                                       | Agriculture  | Industrie                                 | Construction                                      | Commerce                   | Services aux entreprises | Services aux particuliers |
| Angerville                                                            | 2,5 %        | 28,1 %                                    | 13,5 %                                            | 13,3 %                     | 14,2 %                   | 6,8 %                     |
| Zone d’emploi d’Étampes                                               | 2,9 %        | 16,1 %                                    | 6,7 %                                             | 14,8 %                     | 9,2 %                    | 5,8 %                     |
| Moyenne nationale                                                     | 3,5 %        | 15,2 %                                    | 6,4 %                                             | 13,3 %                     | 13,3 %                   | 7,6 %                     |
| Sources : Insee,                                                      |              |                                           |                                                   |                            |                          |                           |

## Culture locale et patrimoine

### Patrimoine environnemental
Quelques bosquets boisés ont été recensés au titre des espaces naturels sensibles par le conseil général de l'Essonne.

### Patrimoine architectural
- Le château de Dommerville, construit entre 1777 et 1782, inscrit aux monuments historiques le 28 mars 1977[76].
- Chapelle Saint-Roch à Villeneuve : XIIe siècle restaurée au XIXe siècle
- Église Saint-Germain à Dommerville : XIIe siècle, trois vitraux du chœur, posés en 1905 par les maîtres verriers Charles Lorin de Chartres et Henri Carot, sont inscrits à titre d'objets en tant que monuments historiques[77].
- Église Saint-Pierre-et-Saint-Eutrope : XIIe siècle remaniée souvent
- Un rare monument aux morts de la gendarmerie, inauguré le 26 juillet 1914 en hommage aux agents décédés entre 1911 et 1913, lors d'interventions contre les anarchistes.

Lieux et monuments d'Angerville
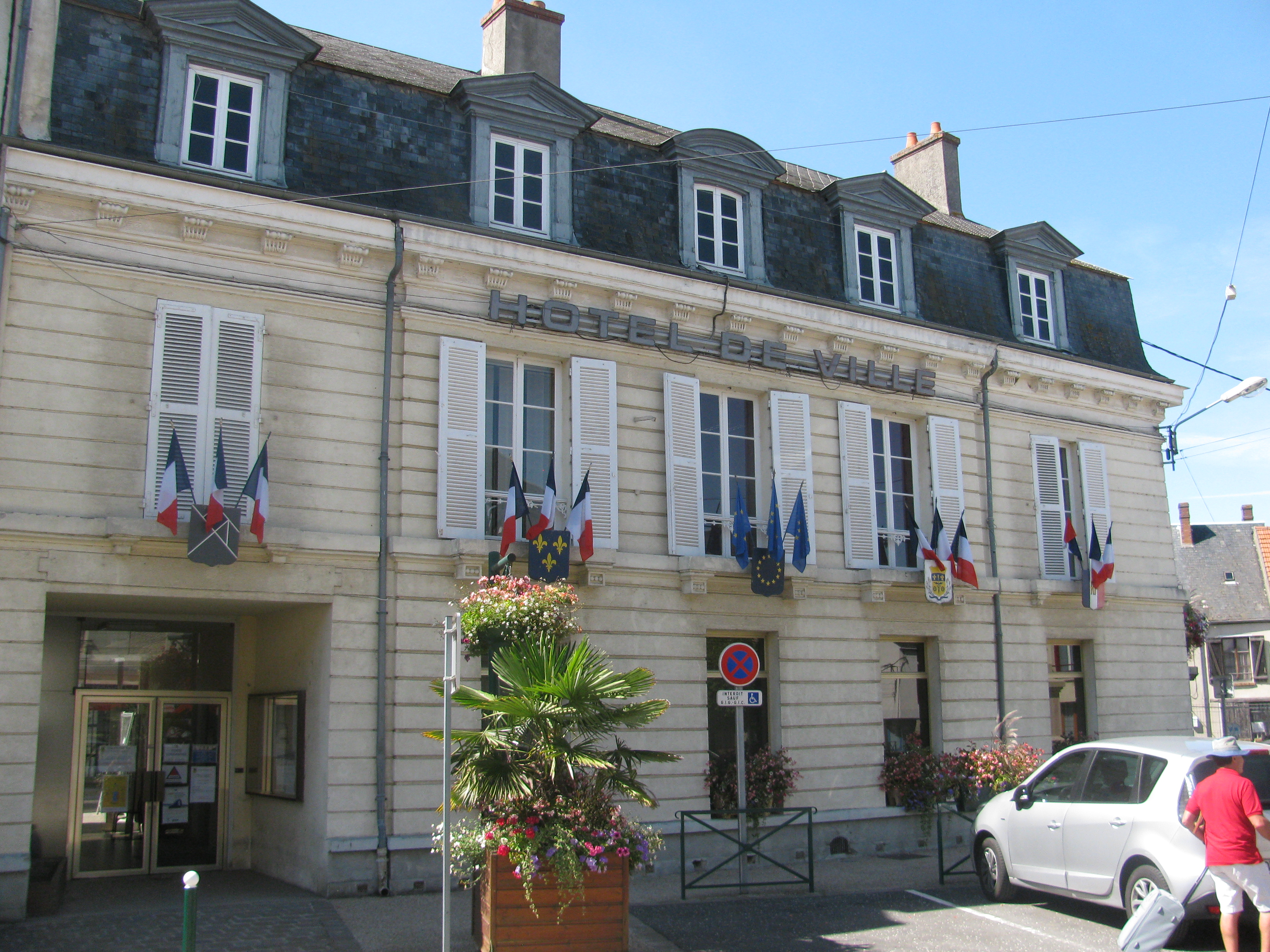
La mairie.
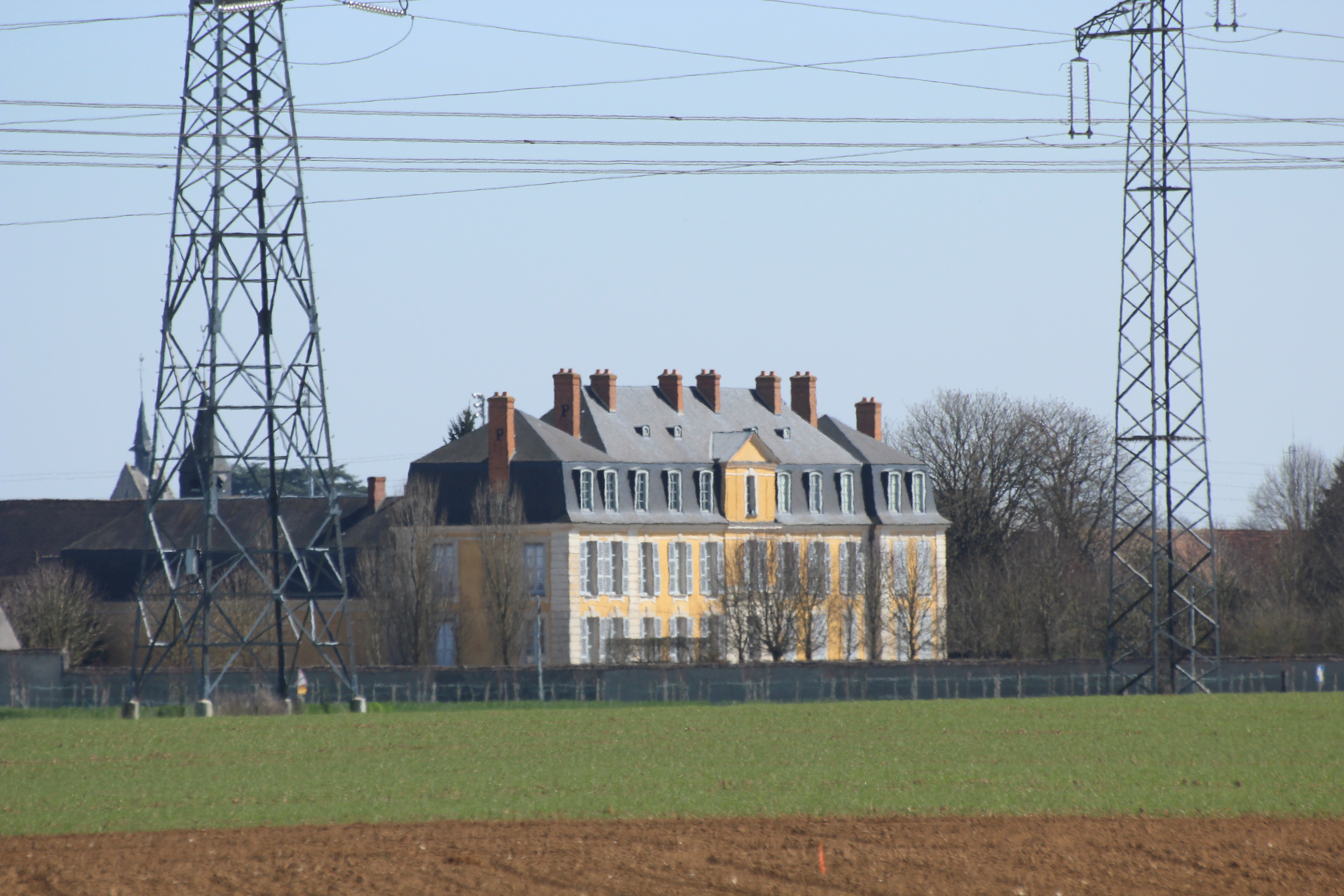
Le château de Dommerville.
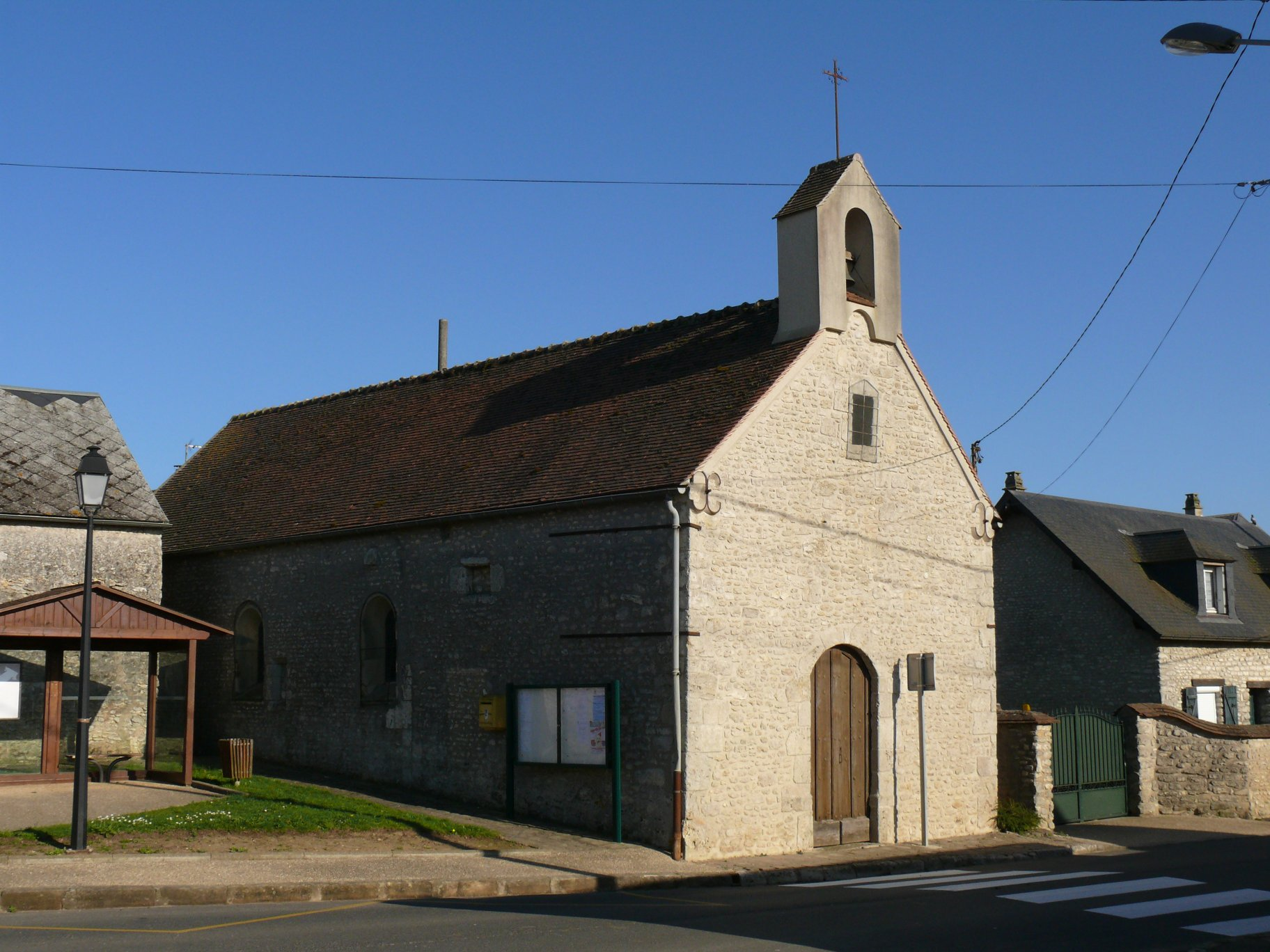
La chapelle Saint-Roch de Villeneuve.
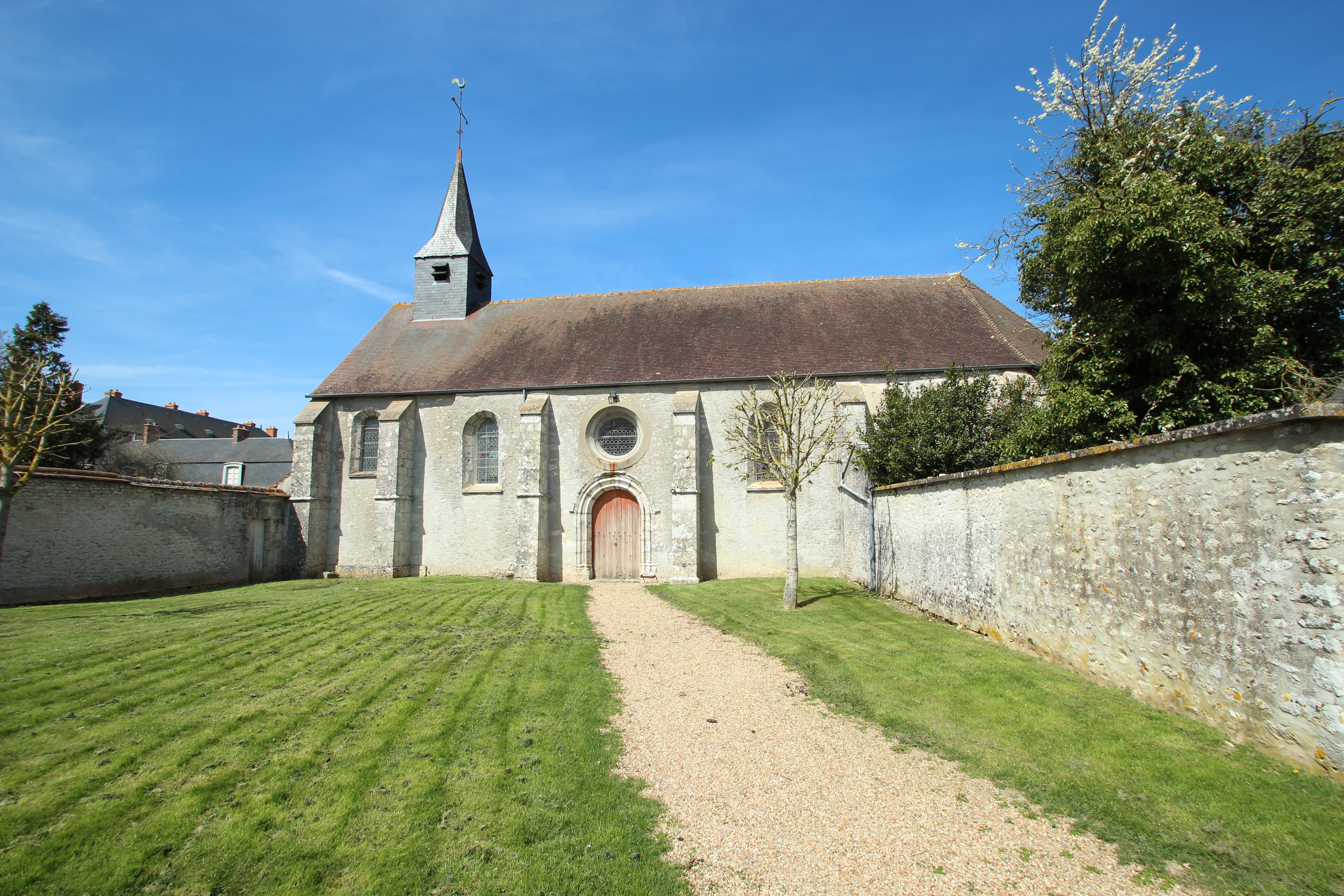
L'église Saint-Germain à Dommerville.
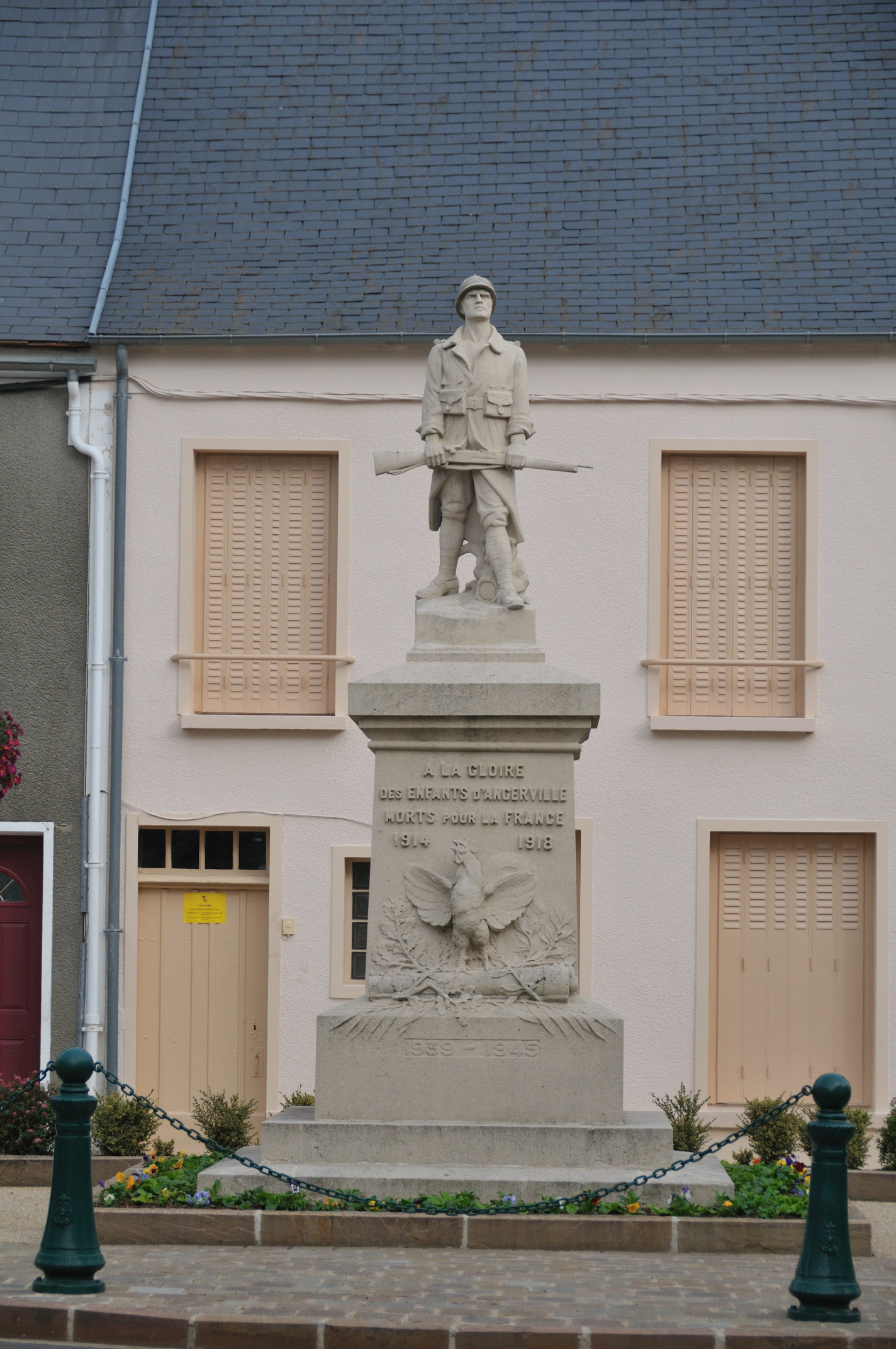
Le monument aux morts d'Angerville.
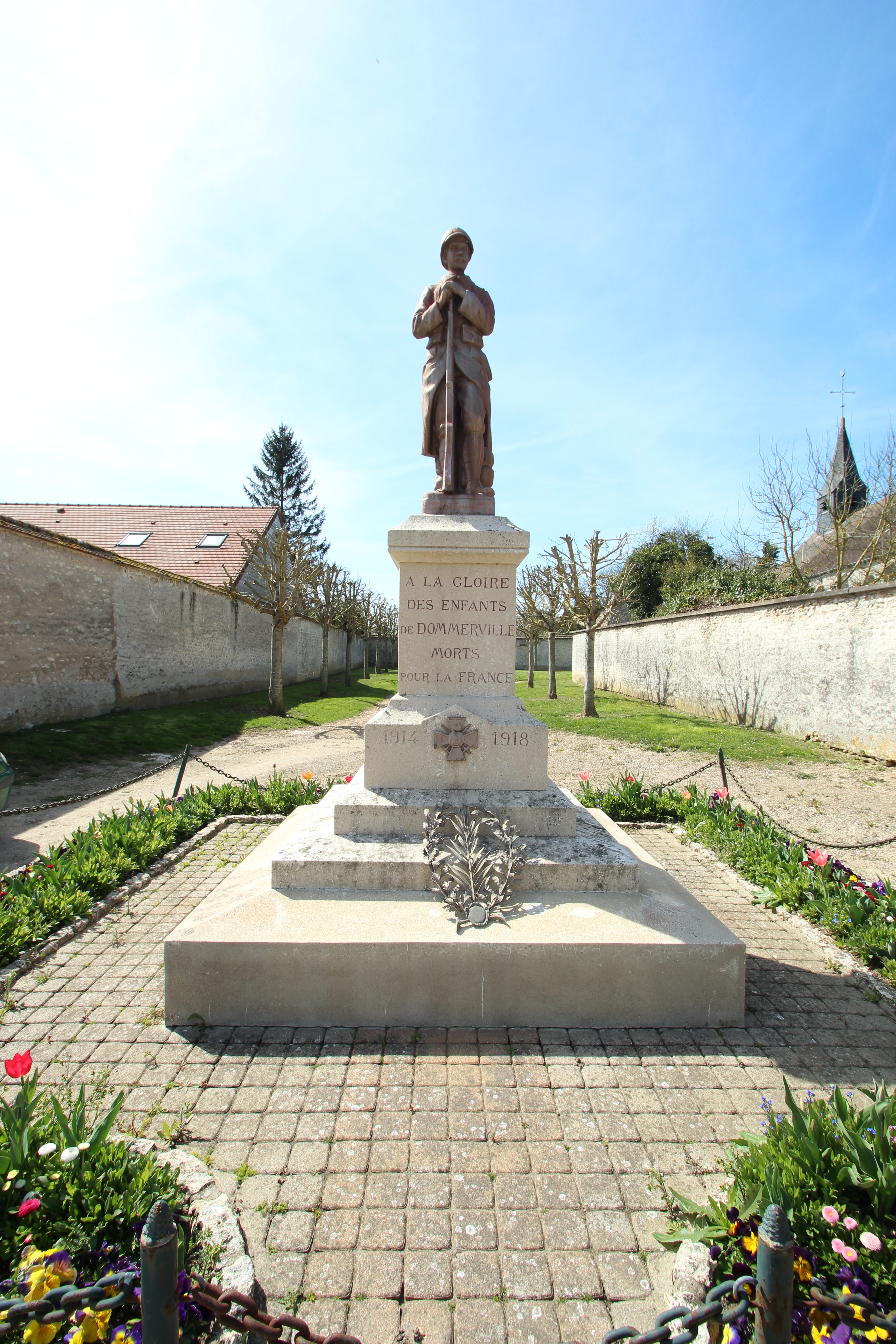
Le monument aux morts de Dommerville.

### Personnalités liées à la commune
Différents personnages publics sont nés, décédés ou ont vécu à Angerville :
- Paul Mathurin Cassegrain (1693-1771), prédicateur et aumônier du cardinal de Fleury, y est né ;
- François Blanchet (1707-1784), prédicateur et écrivain, y est né ;
- Charles Philippe Louis de Hallot (1709-?), lieutenant général des armées du roi, fit reconstruire le château de Dommerville de 1777 à 1782 ;
- Henri-Alexandre Tessier (1741-1837), ingénieur agronome, y est né ;
- Louis Rousseau (1787-1856), fouriériste, y est né ;
- Ernest Menault (1830-1903), écrivain et zoologiste, y est né ;
- Léopold Georges Crouzat (1904-1976), sculpteur et médailleur, y est mort ;
- Tony Gallopin (1988-), coureur cycliste, y fut licencié ;
- Anthoine Hubert (1996-2019), pilote automobile décédé le 31 août 2019 sur le  circuit de Spa-Francorchamps à Stavelot (Belgique), y a fréquenté assidûment le club local de kart dès l'âge de 4 ans.

### Héraldique

Logo.

| Blason de Angerville (Essonne) | Blason  | D'or au caducée d'azur accosté de deux roues dentées de sable, au chef d'azur chargé d'un clou d'argent accosté de deux fleurs de lys du champ. |
| Blason de Angerville (Essonne) | Détails | |